# Symptoms (альбом Эшли Тисдейл)
Symptoms (с англ. — «Симптомы») — третий студийный альбом американской исполнительницы Эшли Тисдейл. Релиз альбома состоялся 3 мая 2019 года под руководством лейбла Big Noise Music. Данная пластинка была выпущена спустя 10 лет с момента релиза предыдущего альбома Guilty Pleasure.

## Идея создания
Тисдейл выпустила свой второй студийный альбом Guilty Pleasure под руководством лейбла Warner Bros. Records в 2009 году. Со слов самой Эшли он был описан как «рокерский и дерзкий» и получил смешанные отзывы, с рейтингом 54 % на Metacritic. Он дебютировал под № 12 в чарте Billboard 200, продажи составили 25 000 копий в первую неделю; это было значительно ниже, чем с предыдущим дебютным альбомом Headstrong (2007). Продвижение альбома закончилось в конце 2009 года, после выхода второго сингла «Crank It Up» и что бы полностью сосредоточиться на карьере актрисы и продюсера, Эшли пришлось разорвать контракт с Warner Bros. Records.
При продвижении фильма Очень страшное кино 5 (2013), в котором она сыграла главную роль, Тисдейл рассказала в интервью MTV, что она снова вдохновилась на создание музыки и подтвердила, что с 2012 года начала записывать песни для своего третьего студийного альбома. Она надеется «немного удивить людей, [чем-то] отличающимся от того, что [она] делала ранее». Тисдейл обручилась с музыкантом Кристофером Френчем в августе 2013 года и они вместе начали работать над музыкой для её третьего студийного альбома. 9 декабря 2013 года Эшли анонсировала релиз сингла, который получил название «You’re Always Here». Это был её первый релиз с момента выпуска последнего материала в 2009 году. Тем не менее, песня не была продвинута на радио и Тисдейл приостановила работу над альбомом, потому что она «не была в восторге от чего-либо, что [она] делала». Дальше, она просто начала участвовать в других мероприятиях, таких как разработка косметики и создание своей линии одежды.
В 2016 году, Тисдейл обновила свой Youtube канал и начала публиковать акустические кавер-версии мировых хитов, сотрудничая с другими исполнителями, такими как Ванесса Хадженс, Лиа Мишель, с солисткой группы Echosmith Сидни Сьерота и своим мужем Крисом Френчем. Успех кавера на песню Paramore «Still Into You» при участии Криса Френча привел Эшли к релизу трека в качестве промосингла. В начале 2018 года Тисдейл выпустила мини-альбом под названием Music Sessions, Vol.1 — EP, включающий в себя нескольких каверов, которые она изначально записывала для своего Youtube канала.

## Запись
"Когда мы написали и записал эту песню, я начал чувствовать себя так: о боже, я думаю, что это как раз оно! Я действительно была вдохновлена тем, что мы написали, и вот так [альбом] стал началом моего нового путешествия...есть начало, и есть последняя песня альбома, это словно мой путь, через который я прошла. Вы действительно словно окунётесь в путешествие, слушая этот альбом."
Хоть Эшли и думала о выпуске нового альбома с 2013 года, она не была довольна содержанием материала над которым работала. Позже, в 2018 году, Тисдейл рассказала о том, как начала испытывать проблемы психологического характера и на фоне этого со своим соавтором Рейчел Уэст они написали песню под названием «Symptoms», которая вдохновила её возобновить работу над своим третьим студийным альбомом.
В конечном итоге, Эшли подписала контракт с лейблом Big Noise Music и в июле 2018 года объявила, что её третий студийный альбом будет называться Symptoms, релиз которого запланирован на осень этого же года.

## Концепция и текстовый смысл
Эшли годами тихо боролась с тревогой и депрессией, поэтому работа над альбомом исцеляла её. Она хотела, чтобы каждая песня в альбоме олицетворяла симптомы тревоги и депрессии неявным образом, чтобы песни могли иметь и другой смысл. Она подробно описала песню «Love Me & Let Me Go», в которой «есть оттенки того, что я говорю о своем путешествии с тревогой и депрессией, но…это может быть и о парне, а не обязательно о здоровье». Когда 9 ноября 2018 года журнал Paper спросил, что же вдохновило её на написание альбома, Тисдейл ответила: 
"Когда дело доходит до чего-то вроде депрессии, кто-то должен был сказать: "Эй, у кого это здесь депрессия?" - мало кто поднимает руки. Потому что в этом слове есть клеймо позора. Я натуралист, и у меня действительно была депрессия, но я никогда не принимала лекарств от этого. Я просто сама переборола её! Но я думаю, что мы должны прекратить это испытывать. Мы должны всё отпустить и не давать депрессии столько силы. Это абсолютно здорово, просто быть в порядке и знать, что всё нормально, что у тебя может быть депрессия или ты можешь пройти через депрессивные периоды. Я хочу, чтобы люди чувствовали, что они не одиноки. - "О, Эшли тоже через это прошла. Я не чувствую себя такой одинокой дома". Я не хотела останавливаться на этом [с музыкой]".

## Продвижение (Промо)
В поддержку альбома было выпущено 2 сингла: заглавный − «Voices In My Head», релиз которого состоялся 8 ноября 2018 года и второй − «Love Me & Let Me Go», релиз которого состоялся 25 января 2019 года. 11 апреля 2019 года на своей страничке в Twitter Эшли выложила ссылку для пред-заказа альбома, где соответственно были представлены трек-лист и обложка альбома. 2 мая 2019 года на The Late Late Show с Джеймсом Корденом Эшли выступила с синглом «Voices In My Head», в поддержку нового альбома.

## Критика
Моника Меркури, издатель Forbes, назвала альбом «непримиримо личным и невероятно хорошим». Алани Варгас, издатель Bustle описала альбом как «очень личный». Инай Комонибо, издатель Marie Claire, описал альбом как «эмоционально заряженный, довольно откровенный и в нём ощущаются все чувства и эмоции, чтобы можно было преодолеть беспокойство. Альбом помогает нам понять и почувствовать, что мы никогда не одиноки». Комонибо также добавил, что это «самый продуманный и зрелый (взрослый) релиз».

## Список композиций
| №                   | Название              | Автор(ы)                                                                | Продюсеры           | Длительность |
| ------------------- | --------------------- | ----------------------------------------------------------------------- | ------------------- | ------------ |
| 1.                  | «Symptoms»            | Ashley Tisdale Rachel West John Feldmann Scot Stewart Dylan McLean      | Feldmann            | 2:54         |
| 2.                  | «Looking Glass»       | Ashley Tisdale Rachel West John Feldmann Scot Stewart Dylan McLean      | Feldmann            | 2:37         |
| 3.                  | «Love Me & Let Me Go» | Ashley Tisdale John Feldmann Whitney Phillips Scot Stewart Dylan McLean | Feldmann            | 2:46         |
| 4.                  | «Insomnia»            | Ashley Tisdale John Feldmann Fiona Bevan Scot Stewart Dylan McLean      | Feldmann            | 2:54         |
| 5.                  | «Vibrations»          | Ashley Tisdale Rachel West John Feldmann Scot Stewart Dylan McLean      | Feldmann            | 2:23         |
| 6.                  | «Under Pressure»      | Ashley Tisdale Rachel West John Feldmann Scot Stewart Dylan McLean      | Feldmann            | 2:33         |
| 7.                  | «True Romance»        | Ashley Tisdale Rachel West John Feldmann Scot Stewart Dylan McLean      | Feldmann            | 2:34         |
| 8.                  | «Voices in My Head»   | Ashley Tisdale John Feldmann Whitney Phillips Scot Stewart Dylan McLean | Feldmann            | 3:19         |
| 9.                  | «Feeling So Good»     | Ashley Tisdale Rachel West John Feldmann Scot Stewart Dylan McLean      | Feldmann            | 3:07         |
| Общая длительность: | Общая длительность:   | Общая длительность:                                                     | Общая длительность: | 25:07        |